# Alpinia modesta
Espèce
Classification phylogénétique
Alpinia modesta  est une espèce de plantes à fleurs du genre Alpinia et de la famille des Zingiberaceae. C'est une plante herbacée vivace endémique du Nord-Est du Queensland en Australie.
Elle pousse dans la forêt humide depuis le niveau de la mer jusqu'à une altitude de 1 000 m.
Le botaniste allemand, Ferdinand von Müller l'a découverte.
La première description en latin par Karl Moritz Schumann fut publiée  en 1904 dans le Volume 4, page 318 de Das Pflanzenreich de Adolf Engler.